# Евсевий Кесарийский
Евсе́вий Кесари́йский (греч. Εὐσέβιος τῆς Καισαρείας), или Евсе́вий Памфи́л (греч. Εὐσέβιος τοῦ Παμφίλου; ок. между 260 и 270 — 339/340) — греческий церковный историк, богослов, «отец церковной истории», друг императора Константина, с 314 года епископ Кесарии Палестинской. Написал самый древний сохранившийся труд по истории церкви. До создания его «Церковной истории» сочинение на подобную тему составил во II веке Егесипп, но от него сохранилось только название.

## Биография
Евсевий родился около 260 или 270 года в Палестине. Неизвестно, родился ли он в христианской семье, или же обратился в христианство позднее. Он получил образование в училищах Иерусалима и Антиохии, затем учился в Кесарии. В Кесарии он познакомился с трудами Оригена, которые сильно повлияли на взгляды и литературной деятельности Евсевия) и стал другом учёного-пресвитера Памфилия, который и был основателем богословской школы Кесарии. Памфилий собрал большую библиотеку библейских и патристических трудов. После обучения в Кесарии, Евсевий стал преподавателем богословской школы этого города. Памфил и Евсевий с несколькими другими христианами жили в одной комнате, ведя общее хозяйство. В этот период Памфил и Евсевий написали несколько книг, большинство из которых не сохранились. В это же время Евсевий начал скрупулёзное исследование всех документов, касающихся происхождения христианства.
В 309 году во время гонений при Диоклетиане, Памфилий после двухлетнего заключения погиб как мученик, а Евсевий покинул Кесарию и совершил путешествие в Тир, а затем в Египет. Во время своего путешествия он был очевидцем жестоких действий властей во время этих гонений. Вскоре он и сам был заключён в тюрьму, но через короткое время его освободили. Во время этого гонения Евсевий сохранил книги Кесарийской библиотеки и обогатил её новыми коллекциями рукописей, приобретённых им во время своего путешествия по Финикии, Египту и Фиваиде. Хотя библиотека не уцелела до позднейшего времени, многочисленные ценные отрывки из несохранившихся в целом виде произведений христианской литературы имеются в сочинениях самого Евсевия. В этот период Евсевий занимался составлением пятитомника «Защита Оригена», к которому после смерти Памфила прибавил 6-й том и закончил свой главный труд «Церковная история».
В 311 году гонения закончились, и Евсевий после своего освобождения вернулся в Кесарию, где в 315 году был избран епископом. Диоцез Евсевия, центром которого была Кесария, занимал всю Палестину. После того, как Евсевий был выбран епископом, ему пришлось собирать рассеянную гонениями церковь и исполнять некоторые административные обязанности. Когда в 318 году разгорелся арианский спор, Евсевий остался в стороне, сохраняя нейтралитет. До Никейского собора Евсевий в некотором смысле симпатизировал Арию и некоторые современники обвиняли его в ереси. Во время Никейского собора он предложил ортодоксальный, но достаточно абстрактный вариант символа веры. Несмотря на это, он подписал окончательный вариант Никейского символа веры, никогда не отвергал его, и впоследствии публично рекомендовал его пастве своего диоцеза.
В 331 году, после смещения патриарха Антиохийского Евстафия, Евсевию предложили взять на себя управление Антиохийским патриархатом, но он отказался, потому что хотел заниматься литературной деятельностью.
В 335 году состоялся Тирский собор, на котором Евсевий был назначен председателем. На этом соборе Евсевий выступил против Афанасия Великого и в результате собора Афанасий был смещён. Известно, что во время обсуждения епископ Потамон из Гераклеи, который вместе с Евсевием находился в тюрьме во время гонений Диоклетиана, упрекал епископа за выступление против Афанасия. Высказывая свои упрёки, Потамон обвинил Евсевия в трусости и неверности. Такое подозрение было высказано в связи с тем, что перед тем, как выпустить Потамона из тюрьмы, гонители выкололи ему один глаз, в то время как Евсевий был отпущен невредимым. Исходя из этого Потамон высказал предположение, что Евсевий либо совершил жертвоприношение римским богам, либо пообещал сделать это и потому его отпустили, не сделав ему вреда.
Евсевий был другом императора Константина Великого. Во время его правления он был одним из придворных богословов. Константин часто прислушивался к его советам, приглашал его за стол, слушал его проповеди, написал ему несколько посланий и доверил ему надзор за копиями Писания, которые использовались в церквях Константинополя. В 336 году, при праздновании тридцатой годовщины правления императора Константина, Евсевий произнёс панегирик, полный самых помпезных гипербол в адрес добродетелей императора. После смерти Константина в 337 году Евсевий в своём произведении, приуроченному к этому событию, снова прославил заслуги императора, умалчивая о его преступлениях.
Евсевий умер в 340 году, до самой смерти оставаясь епископом Кесарии Палестинской.

## Символ веры
На первом вселенском соборе, как учёнейший из собравшихся епископов, Евсевий занимал выдающееся положение: ему поручено было составить символ веры от лица Собора. В своём проекте Евсевий уклонился от категорического решения вопроса, занимавшего Собор, составив символ в общих выражениях, отчасти благоприятных арианству.
Проект Евсевия был, поэтому, заменён другим, со внесением термина «Единосущие» (ὁμοούσιος), которого избегал Евсевий. Валезий († 1676), один из первых издателей и исследователей сочинений Евсевия, признаёт, однако, Евсевия православным; так же думал русский патролог Филарет, епископ Черниговский.
А. В. Горский находит Евсевия лишь нетвёрдым в догматических понятиях. Профессор А. П. Лебедев (в сочинении «Вселенские соборы IV и V вв.») считает его открытым вождём партии так называемых полуариан. Баур называет его «отражением колебаний церковного сознания» относительно учения о Троице.
Сам Евсевий, в послании к своей кесарийской пастве, писанном с собора, говорит, что он подписал символ собора, чтобы не нарушать мира церкви, но что он остаётся верен старому символу Кесарийской церкви и в смысле этого старого символа толкует символ Никейский.

## Труды
Свои сочинения Евсевий писал по-гречески; но сохранились они главным образом в переводах и истолкованиях (из истолкователей древнейший — Руфин Аквилейский). Главные из них:
- Исторические сочинения:
  - «Церковная история» — повествует о событиях от зарождения христианства до 324 года. При её написании Евсевий пользовался не только всеми главными церковными библиотеками того времени, но и государственными архивами. По оценке Баура, Евсевий в этом сочинении для христианской церковной истории является тем же, чем был Геродот для истории греческой. Ранке считает «историю» Евсевия сочинением образцовым и для нашего времени, особенно хваля её за прагматизм, при помощи которого автор устанавливает связь между давно прошедшим и настоящим. Филипп Шафф хвалит его за беспристрастность[12];
  - «Хроника» — всемирная история от сотворения мира до 20-го года царствования римского императора Константина (325 г.), организованный по векам и народам. Значительную часть информации для этого труда Евсевий позаимствовал из «Хронографии» Юлия Африкана[14]. Долго была известна лишь в переводе части её блаженным Иеронимом на латинский язык; в 1792 найден её армянский перевод, изданный Аухером (1818) и, более тщательно, Маи (1818);
  - «Жизнеописание царя Константина» — описание жизни Константина, которое, по сути, является больше панегириком[14];
  - «Восхваление Константина»;
  - «Жизнь Памфила».
- Апологетические труды:
  - «Приготовление к Евангелию» (греч. προπαρασκευή εύαγγελική, изданное в первый раз Вигери в 1628 году) — пятнадцатитомник, в котором содержится документарованное опровержение языческих религий на основании греческих произведений. Также в это труде доказывается, что и в древнем мире существовали начатки христианства, в виде ветхозаветной еврейской религии и так называемого естественного откровения.
  - «Доказательство в пользу Евангелия» (Demonstratio evangelica) — труд, содержащий доводы об истинности христианства на основании природы и исполнившихся пророчеств Ветхого завета[14];
  - «Против Гиерокла»;
  - «Извлечение из пророков о Христе»;
  - «Богоявление».
- Полемические труды: «Две книги против Маркелла», «Три книги о церковном богословии».
- Экзегетические труды: «Указатель для соглашения евангелий», «Ответ к Стефану и Марину о евангелии»; толкования на Евангелие от Луки, на Песнь песней, псалмы и пророчества Исаии.

## Сочинения
издания и переводы «Хроники» см. в отдельной статье
Греческие тексты:
- «Церковная история» (издание 1828 года)
- «Жизнь Константина» (издание 1830 года)
- «Подготовка к Евангелию» (издание 1867 года)
- «Подготовка к Евангелию», издание 1903 года: Vol. I; Vol. II; Vol. III; Vol. IV.
- Эпитома «Канонов Евсевия» (1884)
- Ономастикон (издание 1862 года)

Русские переводы
- Евсевий. Церковная история. / Пер. М. Е. Сергеенко. // Богословские труды. М., 1982. Сб. 23-26.
  - Пер. М. Е. Сергеенко, комм. С. Л. Кравца. (Серия «Памятники церковной письменности») М., 1993. 446 стр. 10000 экз.
- Вдовиченко А. В. Евсевий Кесарийский против Гиерокла. // Раннехристианские апологеты II—IV вв.: Переводы и исследования. М., 2000.

Другие переводы:
- В «Loeb classical library» издана «Церковная история» в 2 томах (№ 153, 265)
- Английские переводы (включая трактаты «Подготовка к Евангелию» и «Демонстрация Евангелия»[15] [16]
- Французский перевод «Подготовки к Евангелию»: [17]

## Оценка учёными
- Эдуард Гиббон открыто не доверял данным Евсевия относительно количества мучеников, приводя в пример отрывок из более краткого трактата «О Мучениках Палестины», приложенного к «Церковной истории» (книга 8, глава 2), в котором Евсевий даёт следующее описание мучеников периода гонений Диоклетиана: «Поэтому мы решили ничего не рассказывать о них, кроме вещей, в которых мы можем оправдать Божественный суд … Мы запишем в эту историю только те события, которые могут быть полезны в первую очередь для нас самих и для потомков». В более длинном тексте того же труда, главе 12, Евсевий заявляет: «Я считаю, что лучше всего обойти стороной все другие события, которые произошли за это время: такие как … жажда власти со стороны многих, беспорядочная и незаконные рукоположения, и расколы между самими исповедниками; а также новшества, которые были ревностно изобретены против остатков Церкви новыми и мятежными членами, которые добавляли нововведение за нововведением и нещадно притесняли их среди бедствий преследований, нагромождая несчастье за несчастьем. Я считаю более подходящим избегать рассказа об этих вещах, как я сказал в начале».
- Бросая вызов честности Евсевия[комм. 4], Гиббон приводит заголовок главы в Praeparatio evangelica[англ.] Евсевия (книга XII, глава 31), в которой он писал, «что иногда будет необходимо использовать ложь в качестве средства защиты, лекарство на благо тех, кто нуждается в таком лечении»[18].
- Хотя Гиббон называет Евсевия «самым серьёзным» из церковных историков[комм. 5], он также предполагает, что Евсевия больше заботили преходящие политические проблемы своего времени, чем его долг историка[комм. 6].
- Другие критики сочинения Евсевия ссылаются на панегирический тон «Жизнеописания»[19].

Сторонники альтернативных взглядов утверждают, что критика Гиббоном Евсевия однобока:
- Ссылаясь на комментарии Гиббона, Джозеф Барбер Лайтфут[англ.] (теолог конца 19 века и бывший епископ Даремский) указал[20], что заявления Евсевия указывают на его честность в изложении того, что он собирался обсуждать, а также на его ограниченность как историка. Он также обсуждает вопрос точности. «То, как Евсевий приводит очень многочисленные цитаты других авторов в своих произведениях, на примере которых мы можем проверить его честность, являются достаточным оправданием против этого несправедливого обвинения». Лайтфут в связи с этим отмечает, что на Евсевия нельзя полностью положиться: «Гораздо более серьёзным недостатком его ценности как историка является свободный и некритичный дух, с которым он иногда обращается со своими источниками. Это проявляется по-разному. Он не всегда так поступает, в целом его способности различать подлинные и поддельные документы можно доверять».
- Аверил Кэмерон (профессор Королевского колледжа Лондона и Оксфордского университета) и Стюарт Холл (историк и теолог) в их недавнем переводе «Жизнеописания Константина» указывают на то, что такие писатели, как Буркхардт, сочли необходимым напасть на Евсевия, чтобы подорвать идеологическую легитимность империи Габсбургов, которая основывалась на идее христианской империи, заимствованной у Константина, и что самое спорное письмо из «Жизнеописания» уже найдено среди папирусов Египта[21].
- В журнале «История церкви»[англ.] (выпуск 59, 1990 г.) Майкл Холлерих (доцент Университета Санта-Клары, Калифорния) отвечает на критику Буркхардтом Евсевия, что «Евсевий был привлекательной мишенью для учёных константиновской эпохи. Время от времени они характеризовали его как политического пропагандиста, хорошего придворного, проницательного и светского советника императора Константина, великого публициста первого христианского императора, первого в длинной череде церковных политиков, вестника византинизма, политического теолога, политического метафизика и цезаропаписта. Очевидно, что это, в основном, не нейтральные описания. Многие традиционные учёные, иногда с едва сдерживаемым пренебрежением, рассматривали Евсевия как человека, который жертвовал своей ортодоксальностью и, возможно, своим характером из-за своей поддержки императора Константина». Холлерих заключает, что «общепринятая оценка преувеличивает важность политических тем и политических мотивов в жизни и писаниях Евсевия и не может воздать должное ему как церковнику и учёному».

В то время как многие разделяют оценку Буркхардта, особенно в отношении «Жизнеописания Константина», другие, не претендуя на превознесение его заслуг, признают незаменимую ценность его работ, которая в основном заключается в обильных цитатах, которые взяты из других источников, ныне утерянных.

## Комментарии
1. ↑  Древние авторы, писавшие о Евсевии, называли его др.-греч. Εὐσέβιος ὁ Παμφíλου, лат. Eusebius Pamphili, то есть, дословно, Евсевий [ученик, друг или сын] Памфила (Евсевий Памфилов). Это прозвище Евсевий получил вследствие своей близости Памфилу. Впоследствии имя Памфил стало вторым имя самого Евсевия, в некоторых источниках того времени о нём говорится как об Евсевии Памфиле. Это прозвище использовалось, чтобы отличить его от других, менее известных личностей с тем же именем, например, Евсевия из Никомедии, Евсевия из Верчелли и других[7][4].
2. ↑  Среди древних так считали Иларий, Иероним, Феодорит, на Втором Никейском соборе (787) Евсевий был осуждён как арианин и еретик. Среди учёных Нового времени так считали Бароний, Гетавий, Клерик, Тиллемоы и Гизелер. Сократ, римские епископы Геласий и Пелагий II, Валесий, Джон Булл и Кейв наоборот защищают Евсевия и считают его ортодоксом. Галликанская церковь причислила его к лику святых. Сам Афанасий никогда не обвинял его в отступничестве от никейской веры в пользу арианства, однако признаёт, что до собора Евсевий был сторонником Ария, изменив своё мнение на соборе. Доктор Сэмюэль Ли, после тщательного исследования взглядов Евсевия сделал вывод, что "Евсевий не был арианином; те же самые выводы доказывают, что он не был полуарианином; и он ни в коей мере не разделял заблуждений Оригена, которые так решительно и беспочвенно приписывались ему Фотием"[10]
3. ↑  Филипп Шафф замечает, что это обвинение вряд ли является подлинным, потому что будь оно таковым, церковь бы не доверила Евсевию епископский посох[4]
4. ↑  См. Vindication Гиббона, где приводятся его критические замечания
5. ↑  «Самый серьёзный из церковных историков, сам Евсевий, косвенно признаёт, что он собрал все, что могло способствовать славе, и что он игнорировал все, что могло привести к позору религии..» (History of the Decline and Fall of the Roman Empire, Vol II, Chapter XVI)
6. ↑  «Такое признание, естественно, вызовет подозрение, что писатель, который так открыто нарушил один из основных законов истории, не уделил очень строгого внимания соблюдению другого; и подозрение становится ещё более сильным из-за характера Евсевия, который не склонен к легковерию, а был склонен к скептицизму больше, чем у почти любого из его современников.» (History of the Decline and Fall of the Roman Empire, Vol II, Chapter XVI)